# Koloděje nad Lužnicí
Koloděje nad Lužnicí jsou vesnice, část města Týn nad Vltavou v okrese České Budějovice v Jihočeském kraji. Nacházejí se asi tři kilometry severně od Týna nad Vltavou. Prochází zde silnice II/105. Koloděje nad Lužnicí jsou také název katastrálního území o rozloze 5,27 km². V katastrálním území Koloděje nad Lužnicí leží i Vesce.

## Historie
První písemná zmínka o vesnici pochází z roku 1295, kdy je uváděn název Kaladý. Do poloviny 16. století náležela obec panství Březnice; poté ji Jan Čabelický ze Soutic připojil k panství Týna nad Vltavou. Jeho syn Adam po otcově smrti vybudoval v letech 1565–1570 v Kolodějích renesanční tvrz opevněnou vodním příkopem. Po Adamově smrti je obec v dědickém řízení již konkrétně zmíněna. V 17. století měnilo panství i obec majitele až se roku 1704 dostalo v dražbě do rukou Václava Norberta Oktaviána Kinského, jehož dcera Marie Alžběta se provdala za Františka Wratislava z Mitrowicz. V držení Wratislavů zůstal zámek až do roku 1943, kdy rod vymírá po meči a panství přechází sňatkem Marie Terezie Wratislavové do majetku Dercsényiů.
Za panování Františka Karla z Mitrowicz byla tvrz v letech 1737–1741 přestavěna na barokní zámek a byla k němu přistavěna kaple svaté Anny, která je ve své podobě ovlivněna dílem Kiliána Ignáce Dientzenhofera a je dílem architekta Jana Hybnera, autora kaple svatého Rocha v Rakovníku. V roce 1777 byla v obci zřízena škola, pro jejíž účely byla pak v roce 1878 upravena budova bývalého hostince na levém břehu řeky Lužnice. Roku 1842 byl vybudován mlýn, zdemolovaný v šedesátých letech 20. století v důsledku budování přehrady Orlík. Ve stejném období bylo mezi Kolodějemi a Týnem objeveno ložisko grafitu, které bylo následně vytěžováno. V souvislosti se stavbou jaderné elektrárny Temelín a vodního díla Hněvkovice byl v osmdesátých letech demolován i kolodějský jez.

## Židé v Kolodějích nad Lužnicí
V roce 1680 vypukla v sousedním Týně nad Vltavou morová epidemie, z jejíhož vzniku byli obviněni týnští Židé a v důsledku toho byli z města vypovězeni. Majitelé několika okolních obcí jim dovolili usadit se na svých panstvích, mezi nimi tehdejší majitel kolodějského panství Jan Brandensstein z Oppurku a v Kolodějích tak imigrační vlnou v letech 1681–1682 vzniká většinově židovská obec. Stavba synagogy byla započata v roce 1695 a v říjnu 1697 se zde začaly konat pravidelné bohoslužby. V obci působili dva krajští rabíni: Samuel Löw Kauder a Jakub (Jacob) Mahler, který je pohřben na zdejším hřbitově v nejhonosnějším hrobě s tumbou. Na přelomu 18. a 19. století žilo v Kolodějích zhruba 600–700 Židů v přibližně 85 domech.
Největšího rozmachu došla místní židovská komunita v polovině 19. století, kdy zde kromě synagogy byla i židovská škola, nemocnice a řada obchodů, řemeslníků, řezníků ad. Po zrovnoprávnění židovského obyvatelstva monarchie v roce 1867 se místní Židé začali masově stěhovat z obce. Počet Židů v Kolodějích rychle klesal: zatímco v roce 1862 bylo při sčítání lidu napočítáno v obci 692 židovských obyvatel, v roce 1908 jich zde zbylo pouze 35. Po první světové válce zůstalo v Kolodějích již jen asi deset Židů. Historii židovského osídlení v Kolodějích pak uzavřel holokaust, který přežili jen bratři Radokové a Miloš Vogl, jehož rodiče byli zavražděni v koncentračním táboře.

## Obyvatelstvo
| Rok            | 1869 | 1880 | 1890 | 1900 | 1910 | 1921 | 1930 | 1950 | 1961 | 1970 | 1980 | 1991 | 2001 | 2011 | 2021 |
| -------------- | ---- | ---- | ---- | ---- | ---- | ---- | ---- | ---- | ---- | ---- | ---- | ---- | ---- | ---- | ---- |
| Počet obyvatel | 942  | 950  | 816  | 700  | 584  | 640  | 562  | 441  | 445  | 365  | 273  | 196  | 161  | 198  | 189  |
| Počet domů     | 155  | 154  | 159  | 147  | 135  | 130  | 131  | 131  | 138  | 100  | 91   | 103  | 118  | 119  | 123  |

## Obecní správa
Při sčítání lidu v letech 1850–1975 Koloděje nad Lužnicí byly samostatnou obcí, se kterým patřily nejprve do okresu Týn nad Vltavou, ale od roku 1960 v okrese České Budějovice. Od 1. ledna 1976 jsou částí města Týn nad Vltavou v okrese České Budějovice. V letech 1850–1975 k obci patřila Vesce.

## Pamětihodnosti
- Barokní zámek s kaplí svaté Anny, který do roku 1943  patřil Vratislavům z Mitrovic.
- Při povodni v roce 1768 byla do Koloděj z Tábora vodou přinesena dřevěná mostní socha Jana Nepomuckého, pro niž pak obyvatelé nechali v obci vystavět kapli. Současnou kapli svatého Jana Nepomuckého pocházející z roku 1838 dal vystavět Karel Vratislav z Mitrovic na místě té původní, samotnou sochu z roku 1765 si lze prohlédnout v Městském muzeu v Týně.[8]
- U silnice z Týna nad Vltavou stojí od roku 1771 sýpka, postavená jako reakce na neúrodu, v důsledku které v Čechách podlehlo hladu asi půl milionu obyvatel. Sýpka je zapsána na seznamu ohrožených kulturních památek NPÚ, protože v roce 2003 nechal tehdejší majitel z budovy vyřezat a odvézt všechny horizontální dřevěné konstrukce, včetně některých částí krovu.[9]
- V obci se narodili bratři Emil a Alfréd Radokové. U mostu přes Lužnici stojí Radokova vila.
- Dne 3. července 1847 zde zemřel známý loutkář Matěj Kopecký. Ve vsi stojí od roku 1947 jeho pomník v podobě plačícího Kašpárka s protrženým bubnem, který je dílem sochaře J. Jiříkovského.[10][8]
- Severozápadně od obce leží židovský hřbitov, místní synagoga byla bourána od 18. listopadu 1947 a zbytky zdiva byly použity při stavbě místního kina.
- Vila baronky Terezie Vratislavové z Mitrovic, rozené Kocové z Dobrše, postavená v roce 1865 naproti zámku na břehu Lužnice jako sídlo baronky a jejího druhého manžela Johanna Baptisty von Schell-Bauschlotta. Zámek odkázala svému nejstaršímu synovi Eugenu Vratislavovi z Mitrovic. Po smrti Terezie (1893) a jejího syna Eugena (1895)[11] byla vila dána do prodeje. Dne 16. října 1895 byla podepsána notářsky ověřená kupní smlouva s Justinou Kocovou z Dobrše, rozenou Dillovou, a jejím bratrem Adolfem Dillem, členy moskevské a berlínské rodiny inženýra Karla Karlowitsche Dilla (majitele slévárny železa v Moskvě, projektanta a stavitele vodovodů v několika ruských městech, podílel se také na výstavbě GUM v Moskvě[12]), v níž bylo dědicům Vratislava z Mitrovic a Schönfelda přiznáno právo zpětného odkupu. Dillové byli vzdáleně spřízněni s baronkou Terezou prostřednictvím její dcery Justiny Dillové a jejího manžela Josefa Koce z Dobrše († 1909 v Aradu).[13]

Vila sloužila Dillům zpočátku jako letní sídlo, později přijímali i rekreační hosty. V letech 1926–1945, kdy vilu provozovala Dillova dcera Klára Karlovna Kretschetová, byla oblíbeným prázdninovým místem několika rodin ruských emigrantů z Prahy, včetně rozsáhlé rodiny ruského spisovatele Jevgenije Nikolajeviče Čirikova. Filmové záběry, které zde natočil ruský strojní inženýr a amatérský filmař Popov, odvysílala Česká televize v roce 2007 pod názvem „Ruské obláčky kouře“ v cyklu Soukromé století. V roce 1945 byli manželé Dillovi vyvlastněni a 22. června 1945 museli vilu opustit. Dům byl následně využíván jako kulturní středisko, dětský domov, pošta a svatební síň. Budova byla vážně poškozena při povodních na řece Lužnici v roce 2006. V červnu 2014 zakoupil bývalou vilu  hlavní opat Tygřího kláštera v Thajsku a od července téhož roku v ní žije prvních pět buddhistických mnichů.
- Dva mohylníky
- Hradiště Na Hradci

## Rodáci
- Alfréd Radok (1914–1976), divadelní a filmový režisér
- Emil Radok (1918–1994), teoretik umění, výtvarník, scenárista a režisér
- Dominik Riegel (1840–1920), voják a šermíř